# Stehlikiana guttata
Stehlikiana guttata är en insektsart som beskrevs av Young 1977. Stehlikiana guttata ingår i släktet Stehlikiana och familjen dvärgstritar. Inga underarter finns listade i Catalogue of Life.